# Live (Burning Spear)
Live è il primo album live della discografia di Burning Spear, pubblicato dalla Island Records nel dicembre del 1977. Il disco fu registrato nell'ottobre del 1977 al Rainbow Theatre di Londra (Inghilterra).

## Tracce
Lato A
1. The Ghost (Marcus Garvey) – 4:33 (Winston Rodney, Phillip Fullwood)
2. I and I Survive (Slavery Days) – 4:01 (Winston Rodney, Phillip Fullwood)
3. Black Soul – 5:30 (Winston Rodney)

Lato B
1. Lion – 6:07 (Winston Rodney)
2. Further East of Jack (Old Marcus Garvey) – 4:54 (Winston Rodney, Phillip Fullwood)
3. Man in the Hills – 4:55 (Winston Rodney)
4. Throw Down Your Arms – 3:14 (Winston Rodney)

## Musicisti
- Winston Rodney - voce
- Donald Griffiths - chitarra solista
- Brinsley Forde - chitarra ritmica
- Courtney Hemmings - tastiere
- George Lee - sassofono
- Bobby Ellis - tromba
- George Oban - basso
- Drummie Zeb (Angus Gaye) - batteria
- Phillip Fullwood - percussioni